# Benito Carvajales
Benito Carvajales (ur. 25 lipca 1913, zm. ?) – były kubański piłkarz, reprezentant kraju. Podczas kariery występował na pozycji bramkarza.

## Kariera klubowa
Podczas kariery piłkarskiej Benito Carvajales występował w klubie Juventud Asturiana.

## Kariera reprezentacyjna
Benito Carvajales występował w reprezentacji Kuby w latach trzydziestych. W 1938 roku uczestniczył w mistrzostwach świata. Na mundialu we Francji wystąpił w dwóch spotkaniach w zremisowanym 3-3 w I rundzie z Rumunią oraz przegranym 0-8 meczu ćwierćfinałowym ze Szwecją.